# The Sum of All Fears (película)
The Sum of All Fears (titulada en español como La suma de todos los miedos y como Pánico nuclear) es una película de 2002 dirigida por Phil Alden Robinson, basada en el libro del mismo nombre escrito por Tom Clancy. La película está protagonizada por Ben Affleck en el papel del agente de la CIA Jack Ryan, y Morgan Freeman como su superior, William Cabot.

## Trama
Durante la guerra del Yom Kippur en 1973, un avión israelí A-4 cargado con una bomba nuclear táctica es derribado en Oriente Medio. En 2002, la bomba es encontrada y vendida a un traficante de armas llamado Olson, quien a su vez la vende a un neonazi austríaco llamado Richard Dressler por 50 millones de dólares en el mercado negro. 
Mientras tanto, Estados Unidos está preocupado cuando Alexander Nemerov se convierte en el nuevo presidente de la Federación Rusa. Nemerov es visto como demasiado radical en el control que ejerce sobre el ejército ruso. El Director de Inteligencia William Cabot pide la opinión de un joven analista de la CIA, Jack Ryan, quien ha hecho una investigación sobre la vida de Nemerov y su carrera. Poco después, en una inspección de armas nucleares rutinaria en Rusia, Cabot y Ryan son invitados al Kremlin para reunirse personalmente con Nemerov. La tensión entre ambas partes surge cuando Nemerov alude la participación de los Estados Unidos en los asuntos ruso-chechenos con la cita "durmiendo con la esposa de otro hombre", donde Rusia interpretaría la parte del marido traicionado y vengativo. 
Durante la inspección, Ryan se da cuenta  de que tres técnicos nucleares no están presentes en la instalación. El asistente de Nemerov, Anatoli Grushkov, intenta disipar las preocupaciones de Ryan diciéndole que los tres científicos se encuentran, uno enfermo, otro de vacaciones y el último fallecido por un accidente automovilístico. El informante encubierto de Cabot en Moscú, conocido por su nombre clave "Spinnaker", dice a Cabot que las explicaciones de Grushkov son falsas, y que el paradero de los tres científicos es realmente desconocido para el gobierno ruso. A su llegada a Washington, Cabot envía al agente de la CIA John Clark (Liev Schreiber) para localizar a los desaparecidos científicos. Clark descubre a los tres científicos en Ucrania, trabajando en la construcción de la bomba nuclear de Dressler.
Cuando el Presidente Nemerov se hace responsable de un ataque con gas no autorizado en Grozny, capital de Chechenia, el Presidente Fowler y su administración se muestran preocupados por las políticas militares de Nemerov y responden enviando tropas de la OTAN a Chechenia. Mientras tanto, la bomba nuclear de Dressler llega en una caja a Baltimore, Maryland, y es colocada en un estadio de fútbol americano disfrazada como máquina expendedora de cigarrillos. En una grabación, Dressler revela sus intenciones sobre la colocación de la bomba en Baltimore: frustrado y encolerizado por el paternalismo de los estadounidenses y rusos sobre países europeos más pequeños, Dressler ha resuelto destruir ambas naciones, cosa que deseaba Adolfo Hitler en la Segunda Guerra Mundial. Dressler dice que Hitler "no estaba loco", pero sí "era estúpido" en el sentido de que trató de luchar contra la Unión Soviética y los Estados Unidos simultáneamente. Más bien, él debió incitar a los "Estados Unidos y Rusia a luchar entre sí ... y dejar que se destruyan." Al detonar una bomba nuclear de fabricación rusa en suelo estadounidense, Dressler espera agravar la ya tensa relación entre las dos superpotencias hasta causar una auténtica guerra nuclear.
Ryan intenta informar a Cabot de que la bomba está en Baltimore, pero resulta que él y el Presidente Fowler asisten a un partido de fútbol en el mismo estadio donde se colocó la bomba. El ruido del juego hace excesivamente difícil para Cabot escuchar la advertencia de Ryan. Después de varios intentos, Ryan finalmente logra comunicarle que la bomba que habían estado rastreando había llegado a Baltimore. Cabot y el Servicio Secreto se apresuran a evacuar al Presidente fuera del estadio.
El Presidente consigue escapar del estadio, pero solo unos minutos más tarde la bomba detona, trayendo como consecuencia la destrucción del estadio de fútbol y de una parte importante de la ciudad. Decenas de miles de personas mueren. Después de la explosión, el Presidente Fowler es rescatado por la infantería de marina de Estados Unidos, y llevado a un Boeing E-4B con su gabinete, el avión despega rapídamente y comienza a funcionar como Centro de Mando Aerotransportado.
Los estadounidenses inmediatamente sospechan que la bomba fue de fabricación rusa. Ryan y su novia, la Dra. Catherine Müller, sobreviven a la explosión, pero Cabot muere poco después en un hospital de Baltimore.
Después de informarse de la explosión, Dressler contacta con un amigo neofascista que además es general en la Fuerza Aérea de Rusia. En un intento de agravar aún más la delicada situación, el general ordena a los pilotos de su base aérea que despeguen sus bombarderos Tu-22M y ataquen al portaaviones estadounidense USS John C. Stennis (CVN-74) en el Mar del Norte, en virtud de la información falsa de que un ICBM de Estados Unidos ha atacado Moscú. El ataque ruso tiene éxito, y en respuesta el Presidente Fowler ordena a cazabombarderos F-16 de la Fuerza Aérea de Estados Unidos atacar la base aérea rusa de donde despegaron esos aviones. Las relaciones entre Fowler y Nemerov se deterioran rápidamente. Para demostrar que está dispuesto a llevar el intercambio al siguiente nivel, Fowler ordena a las fuerzas armadas estadounidenses prepararse para lanzar un ataque nuclear masivo contra objetivos militares de Rusia. Viendo que EE.UU. ordenó despegar a bombarderos stealth B-2 Spirit desde Europa, Nemerov se prepara para lanzar sus misiles balísticos intercontinentales a los Estados Unidos.
Ryan es informado por el equipo de evaluación nuclear de la Fuerza Aérea, que el plutonio de la bomba de Baltimore fue fabricado en la planta nuclear de Savannah River en Carolina del Sur en 1968, lo que indica que el dispositivo original fue construido en EE.UU, no en Rusia. Ryan intenta, sin éxito, comunicar esta información al Presidente Fowler. Después de estar con el moribundo William Cabot, Ryan toma los efectos personales de Cabot y se comunica con su contacto Spinnaker, preguntándole este cómo pudo llegar el plutonio hecho en Estados Unidos a una bomba rusa. Spinnaker le dice que los Estados Unidos en secreto habían enviado el plutonio a Israel para su programa de armas nucleares.
Ryan llega a los muelles del puerto de Baltimore, sólo para encontrar el contacto de Dressler, Lod Mason, asesinado por un asesino de Sudáfrica enviado por Dressler. El asesino ataca a Ryan, pero este logra reducirlo. Ryan intenta obligar al asesino a hablar, pero es imposibilitado de ello cuando la Policía del Estado de Maryland llega. A través de un helicóptero de la Policía del Estado de Maryland, Ryan consigue llegar a el Pentágono, en donde es capaz de comunicar la verdad de los hechos al Presidente Nemerov. Confiando en la palabra de Ryan, Nemerov propone un plan a Fowler para retirar las fuerzas ofensivas de ambas naciones. Fowler acepta y se logra evitar la guerra nuclear.
Los dos presidentes se reúnen y confirman la paz, mientras agentes de ambos gobiernos persiguen y asesinan a los conspiradores terroristas. La escena final toma lugar en Washington, donde los presidentes Fowler y Nemerov se dirigen al público hablando sobre la tragedia de Baltimore y el futuro de las armas de destrucción masiva, durante un discurso en la Casa Blanca. En un parque cercano, Ryan y Cathy Mueller están teniendo un pícnic cuando son abordados por Grushkov. Se pone de manifiesto que Grushkov es Spinnaker y tanto Grushkov como Ryan acuerdan mantener la misma relación que Cabot tuvo con Grushkov y luego Grushkov se va después de entregar un regalo de compromiso a Cathy, ya que sabe que están comprometidos.

## Reparto
- Ben Affleck como Jack Ryan.
- Morgan Freeman como William Cabot.
- Bridget Moynahan como la doctora Catherine Muller.
- James Cromwell como el presidente J. Robert Fowler.
- Liev Schreiber como John Clark.
- Michael Byrne como Anatoli Grushkov.
- Colm Feore como Olson.
- Alan Bates como Richard Dressler.
- Ron Rifkin como el secretario de estado Sidney Owens.
- Ciarán Hinds como el presidente Aleksandr Nemerov.
- Bruce McGill como Gene Revell, de la NSA.
- Richard Marner como el presidente Zorkin.
- Philip Baker Hall como el secretario de Defensa David Becker.
- Ken Jenkins como el almirante Pollack.
- John Beasley como el general Lasseter.

## Producción

### Preproducción
La película es una entrega tardía de la serie de films basados en las novelas de Tom Clancy, protagonizada por el analista de la CIA Jack Ryan. Pasaron 8 años desde Peligro Inminente y con el fin de la Guerra Fría muchas de las obras de Clancy escritas en dicho contexto también perecieron bajo el peso de los acontecimientos de la historia reciente. Sólo la novela La suma de todos los miedos podía adaptarse al cine pero con la diferencia que no se utilizasen árabes, sino neonazis, ya que se consideraba a los árabes como incapaces de obtener tecnología nuclear como para desarrollar un ataque atómico.

### Rodaje
Para hacer la película creíble los responsables de la película se rodearon de asesores militares y gubernamentales para que les aconsejaran al respecto. También recibieron el apoyo del Ministerio de Defensa, que permitó que se filmaran aparatos de aviación actuales y tuvieron además acceso amplio a la Casa Blanca y al avión que alberga el centro de mando aéreo nacional. Adicionalmente, para preparar su papel de agente de la CIA, Ben Affleck pasó un tiempo en el cuartel general de la agencia en Langley, Virginia. También hay que añadir que, para ayudar a los actores en su trabajo y para aumentar la autenticidad de las secuencias del Kremlin, los responsables de la película incluyeron en el reparto a varios actores rusos. Para garantizar la máxima autenticidad en todas las cuestiones políticas, los responsables de la película se dejaron asesorar exclusivamente por personal de la CIA, el Departamento de Defensa, las Fuerzas Aéreas, los marines, el Ejército y la Armada.
El rodaje de la película comenzó el 12 de febrero de 2001 en Montreal, Canadá. También se rodó la producción cinematográfica en Washington D.C., Baltimore, Rusia y el desierto de California.

### Banda sonora
La banda sonora fue compuesta por Jerry Goldsmith, que se recuperó de una enfermedad que hasta entonces tenía. La música tiene muchas reminiscencias de obras anteriores suyas como Air Force One y The Mummy. También tiene otras canciones de otros compositores como Yolanda Adams.